# Nishizawa Ryue
Nishizawa Ryue (西沢 立衛 Tây Trạch Lập Vệ), sinh năm 1966, tỉnh Kanagawa, Nhật Bản) là một kiến trúc sư Nhật Bản. Ông tốt nghiệp Đại học Quốc lập Yokohama, và là giám đốc công ty tư nhân Văn phòng Nishizawa Ryue, công ty được thành lập từ năm 1997. Năm 2010, ông được trao giải thưởng Pritzker, cùng với Sejima Kazuyo.

## Các dự án
- Weekend House - 1997 đến 1998 - Gunma, Nhật Bản
- Takeo Head Office Store - 1999 đến 2000 - Tokyo, Nhật Bản
- House at Kamakura - 1999 đến 2001 - Kanagawa, Nhật Bản
- Tòa nhà Apartment Ichikawa - 2001 đến nay - Chiba, Nhật Bản
- Tòa nhà Eda Apartment - 2002 đến nay - Kanagawa, Nhật Bản
- Tòa nhà Funabashi Apartment - 2002đến 2004 - Chiba, Nhật Bản
- Moriyama House - 2002 đến nay - Tokyo, Nhật Bản
- Bảo tàng Love Planet - 2003 - Okayama, Nhật Bản
- Video Pavilion - 2003 đến nay - Kagawa, Nhật Bản
- House in China - 2003 đến nay - Thiên Tân, Trung Quốc
- Tòa nhà văn phòng, Benesse Art Site Naoshima - 2004 - Kagawa, Nhật Bản
- A House - 2004 đến nay - đến kyo, Nhật Bản
- Bảo tàng Naoshima - 2005 đến nay - Kagawa, Nhật Bản
- Bảo tàng Towada - 2005 đến nay - Aomori, Nhật Bản